# Бур-ле-Валанс
Бур-ле-Вала́нс (фр. Bourg-lès-Valence) — коммуна во Франции, в регионе Рона-Альпы, департамент Дром.
Муниципалитет находится на расстоянии около 480 км на юго-восток от Парижа, 95 км к югу от Лиона, 2 км на север от Валанса.

## Экономика
В 2007 году среди 11891 лица в трудоспособном возрасте (15-64 лет) 8635 были активны, 3256 - неактивные (показатель активности 72,6%, в 1999 году было 71,0%). С 8635 активных работало 7528 лиц (3875 мужчин и 3653 женщины), безработных было 1107 (556 мужчин и 551 женщина). Среди 3256 неактивных 1161 человек был учеником или студентом, 1100 - пенсионерами, 995 были неактивными по другим причинам .
В 2008 году в муниципалитете числилось 7990 обложенных налогом домохозяйств в которых проживали 18624 лица, медиана доходов выносила 17 509 евро на одного жителя 